# Streifenbarsch

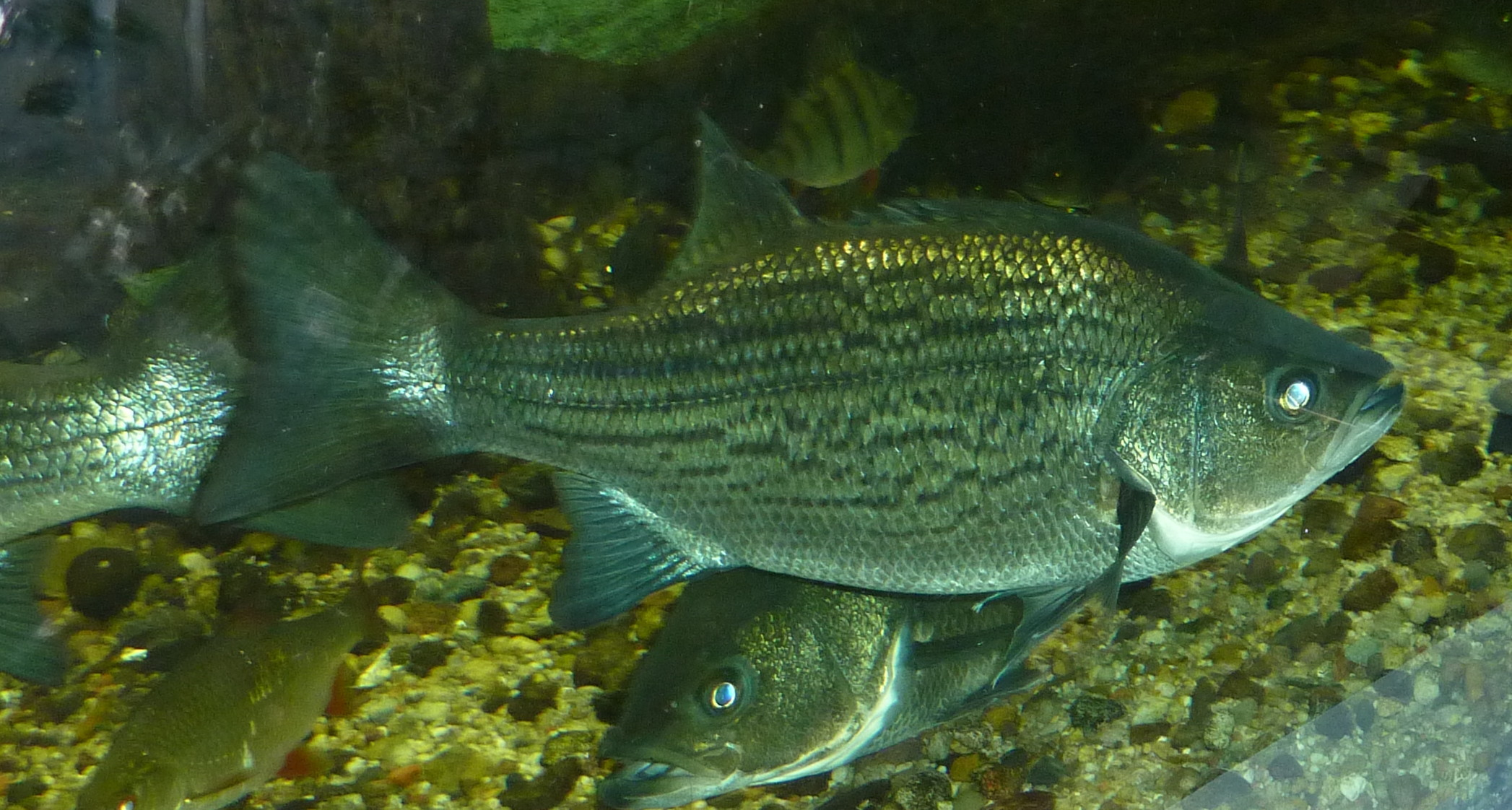
Streifenbarsch

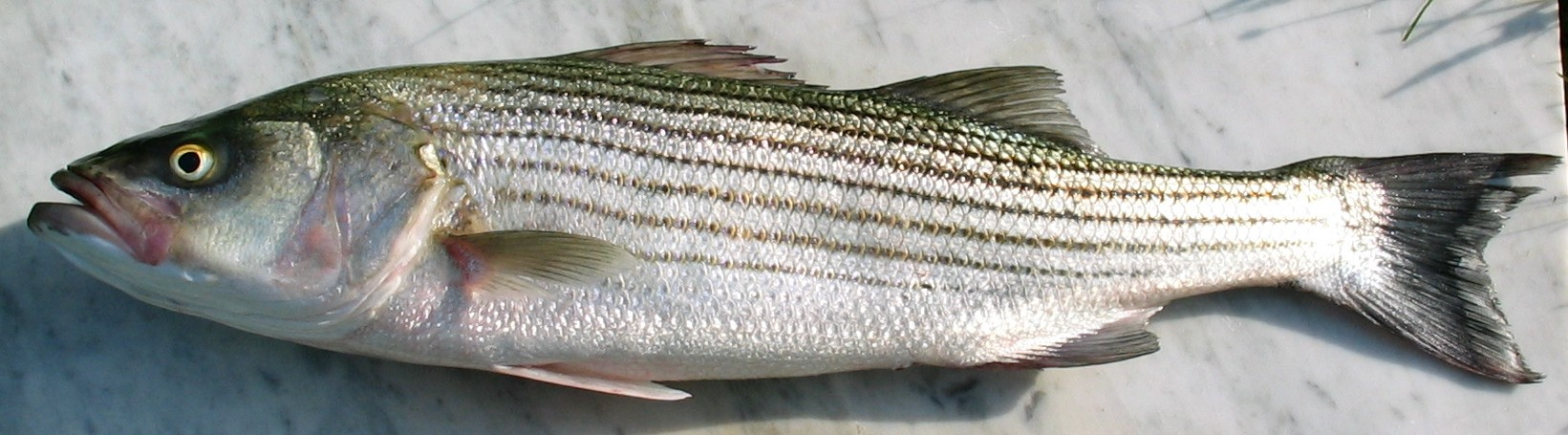
Gefangener Streifenbarsch

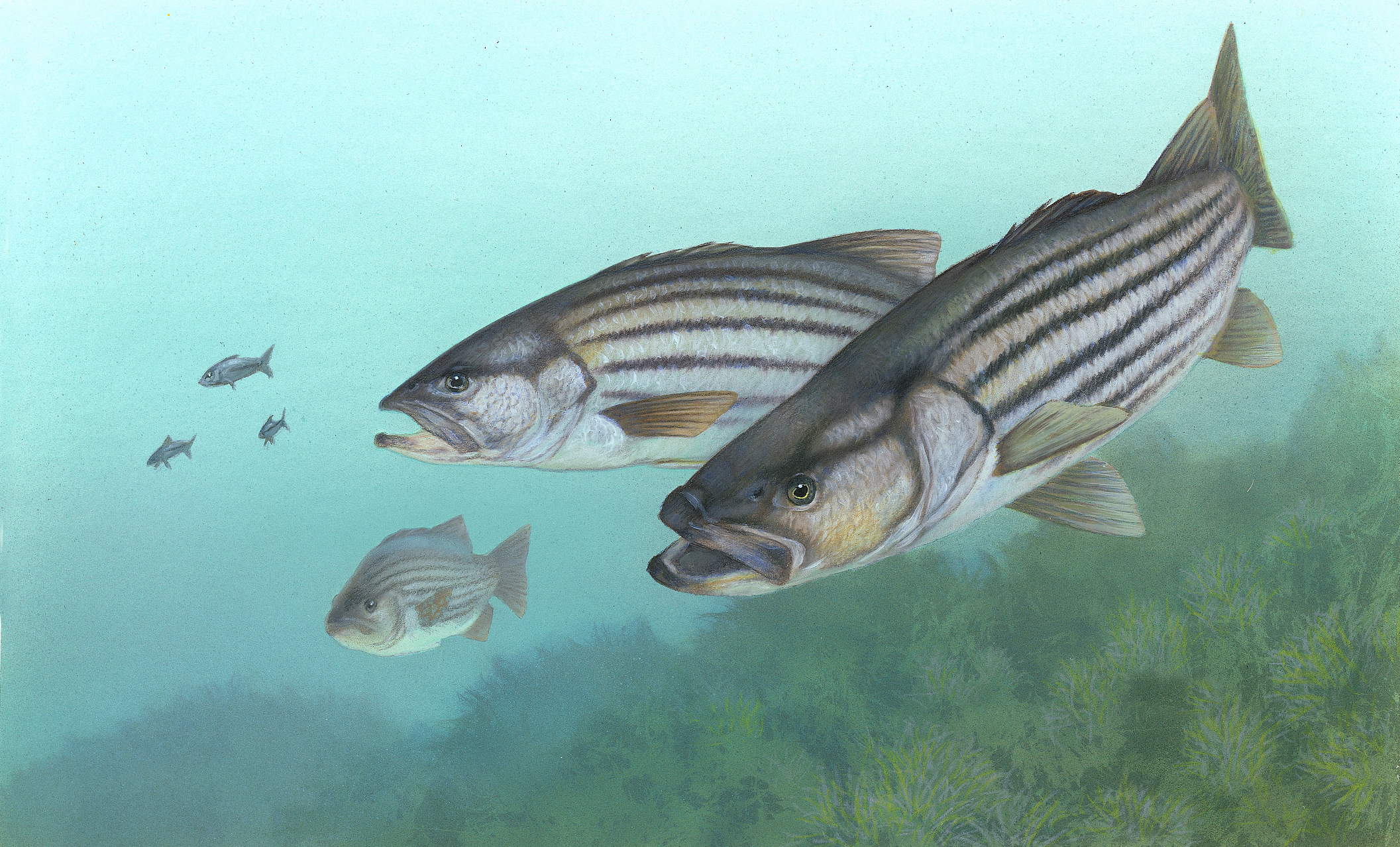
Zeichnung eines Striped Bass (Morone saxatilis)

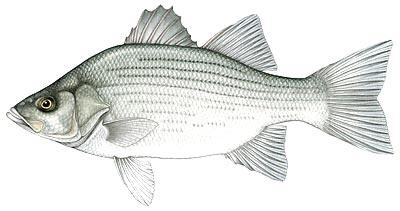
Zeichnung eines White Bass (Morone chrysops)

Der Streifenbarsch  ist das Kreuzungsprodukt zwischen Felsenbarsch (Morone saxatilis) und Weißbarsch (Morone chrysops) und ein beliebter Speisefisch.

## Beschreibung
Streifenbarsche sind kompakte, relativ hochrückige Fische, welche mit ihrer silbrigen Körperfärbung stark dem Weißbarsch ähneln. An den Flanken besitzen sie eine dunkle Streifenzeichnung. Die Hybriden unterscheiden sich äußerlich von den Elterntieren durch die gebrochenen horizontalen Streifen an den Seiten. Ihre Zähne sitzen an der Zungenbasis, wo sie in zwei parallelen Reihen angeordnet sind. Die Fische erreichen ein mittleres Gewicht von 1,5 kg bis zu maximal 12 kg bei idealen Lebensbedingungen.

## Vorkommen und Lebensraum
Hybridisierte Streifenbarsche kommen sowohl in Flüssen als auch in Seen und Stauseen der USA vor, in denen sie durch Besatzmaßnahmen eingebracht wurden. Sie lassen sich aber auch sehr gut in größeren Bewässerungsteichen kultivieren. In den USA wird der Streifenbarsch hauptsächlich in den Bundesstaaten Mississippi, North Carolina, Texas, Florida, Louisiana und South Carolina erzeugt. Des Weiteren in Virginia, Georgia, Kalifornien und Pennsylvania. Hybridisierte Streifenbarsche als „Laborkreuzungen“ kommen nicht in der freien Natur vor. Dennoch zeigen sie ein anadromes Wanderverhalten wie ihre Elterntiere, die an den Küstenströmen der US-Ostküste ihre Laichwanderungen beginnen. Streifenbarsche können sowohl Süß-, Brack- als auch Meerwasser tolerieren. In ein Süßwassersystem eingeschlossene Tiere wandern vom See in den Fluss und verbringen ihren Hauptlebenszyklus im größeren Wasserkörper, wobei die einmündenden Fließgewässer als Laichzone dienen.

## Lebensweise
Streifenbarsche sind große, fischfressende Raubfische, die darauf spezialisiert sind, ihre Beutefische im Frei- und Mittelwasser, z. B. als bevorzugte Beute die Heringsart Dorosoma cepedianum, zu jagen. Dicht an der Wasseroberfläche kreisende Möwen können auf raubende Streifenbarsche hinweisen.  Streifenbarsche sind sehr temperaturresistent (Wassertemperaturen zwischen 4 °C bis 33 °C) und zeigen ein hohes Wachstumspotential. Der Futterquotient ist bei Einsatz von einem Kilo Futter für 1 kg Fisch sehr niedrig und mit der effizienteste in der Aquakultur.

## Wirtschaftliche Bedeutung
Die Züchtung und Produktion des Streifenbarsches,  engl. Hybrid Striped Bass, begann in den 1960er Jahren in den USA. Mittlerweile wird die Fischart in Aquakulturen in Israel, Italien, Türkei, Taiwan, auch in Deutschland und Dänemark gehalten.
Beide Barscharten aus der Familie der Wolfsbarsche (Moronidae) wurden gekreuzt um bestimmte Eigenschaften wie eine gewisse Flexibilität an Umweltverhältnisse, weites Temperaturspektrum im Wasser, schnelles Wachstum, Krankheitstoleranz und beschleunigte Geschlechtsreife miteinander zu kombinieren. Die Hybriden, welche ihre Marktreife nach 18–24 Monaten erlangen, entstehen durch die Befruchtung von White Bass (Morone chrysops) Eiern mit Sperma von männlichen Striped Bass (Morone saxatilis). Das Produkt dieser Elternfische wird auch als Sunshine Bass oder Reciprocal Cross Hybrid Striped Bass bezeichnet.
Ist das Elterntier der Kreuzung ein Weibchen der Art Striped Bass, so wird der Hybrid nach einer Stadt in Florida Palmetto Bass genannt, ist das Weibchen ein White Bass dann heißt das Kreuzungsprodukt Sunshine Bass. Alternativ taucht auch die Bezeichnung Wiper auf.
Im Jahr 1997 verkauften Fischfarmen fünf Millionen Pfund Hybridbarsch bei einem Umsatz von 12,5 Millionen USD. Das jährliche Wachstum wird mit einer Rate von 10 bis 15 % angegeben. Im Jahr 1987 wurden 400.000 Pfund und 2001 bereits 10,6 Millionen Pfund Streifenbarsch produziert.

### Produktion in Deutschland
Fingerlinge und Jungfische werden meist aus Israel bezogen, wo Streifenbarsche in RAS (Recirculation Aquaculture Systems) für den Export produziert werden. Bislang werden Streifenbarsche nur in einigen Teichwirtschaften Mecklenburg-Vorpommerns in geschlossenen Wassersystemen gezüchtet, so dass das Risiko einer Ausbreitung in Wildgewässer minimiert wird. Weiterhin wird in einer Pilotanlage in Sachsen (Lehr- und Versuchsteichanlage der Sächsischen Landesanstalt für Landwirtschaft in Königswartha) die Möglichkeit der Aufzucht von Streifenbarschhybriden in Teichen untersucht. Auch die Peitzer Edelfisch GmbH hat sich unter anderen auf die Erzeugung von Streifenbarschen spezialisiert. Auch als Angelfisch gewinnt der Streifenbarsch in Europa zunehmend an Bedeutung, da er wesentlich größer wird als der in Europa heimische Flussbarsch und als Raubfisch wesentlich aggressiver und aktiver als sein Verwandter ist.

## Hybridisierter Streifenbarsch als Neozoon
Erste Befürchtungen des Naturschutzbundes, dass sich dieser Hybrid in freier Natur ausbreiten und einheimische Fischarten verdrängen könne, wurden als unbegründet dargestellt, da man annahm, dass Hechte und Welse Fressfeinde der Barsche sind und eine natürliche Vermehrung der Streifenbarsche unter den gegebenen klimatischen Bedingungen nahezu ausgeschlossen sei. Andreas Müller-Belecke vom Institut für Binnenfischerei in Potsdam-Sacrow beobachtete jedoch 2007 ein Ablaichen der Fische auch unter Brandenburger Bedingungen und stellte somit eine Vermehrungsfähigkeit der Fischart auch in Deutschland fest, was der Ausgangshypothese der Wissenschaftler widerspricht. Es wird daher eine deutliche Beeinträchtigung der lokalen Fischfauna durch die recht aggressiven Raubfische befürchtet, sollten sie ins Freiland gelangen. Ein erstes ausgewachsenes Exemplar wurde im selben Jahr bereits im Senftenberger See gefangen, ohne dass es eine schlüssige Erklärung für seine Herkunft gab.